# Láng Adolf
Láng Adolf (Prága, 1848. június 15. – Bécs, 1913. május 2.) építész, a magyar historizmus képviselője.

## Élete
Bécsben tanult, majd Ferstel műtermében helyezkedett el. 1870-től Pesten dolgozott, mint a Sugárút Építő Vállalat vezetője. Budapesten több bérházat és középületet épített (a régi Zeneakadémia, a Régi Műcsarnok stb.). Ezután Bukarestben tanított, majd Budapestre való visszatérése után társult Steinhardt Antallal. Később Bécsbe költözött és itt is hunyt el.

## Ismert épületei
Ahol nincs külön más jelezve, ott Pilkhoffer Mónika könyve alapján:

### Saját tervezésű épületek
- 1873–1875: bérházak, Budapest, Bécsi u. (kérdéses szerzőség)
- 1874–1877: Régi Műcsarnok, Budapest, Andrássy út 69.
- 1877–1879: Régi zeneakadémia, Budapest, Andrássy út 67.
- 1875–1876: bérház, Budapest, Bajcsy-Zsilinszky út 27-29. / Dessewffy út 1.
- 1875–1876: bérház, Budapest, Bajcsy-Zsilinszky út 49. / Podmaniczky út 2-4.
- 1875–1876: Stein-palota, Budapest, Andrássy út 1.
- 1896–1897: Magyar Színház, Budapest, Hevesi Sándor tér 4.
- 1887–1907: Városháza, Pécs, Széchenyi tér 1.
- 1900–1903: Tordai pénzügyi palota, postapalota és vigadó, Torda, Piața Republicii Nr. 15.
- 1906: bérház, Budapest, Zichy Jenő u. 43.
- 1908–1913: református templom, Orgovány[2]

### Steinhardt Antallal közös munkák
- 1890–1891: Deutsch-ház, Budapest, Erzsébet körút 15.
- 1890–1895: Pécsi Nemzeti Színház, Pécs, Színház tér 1.
- 1892: Eisler-ház, Budapest, József körút 82.
- 1892–1896: Gőzfürdő (ma: Anna fürdő), Szeged, Tisza Lajos krt. 24.[3]
- 1893–1896: Kultúrpalota (ma: Móra Ferenc Múzeum), Szeged
- 1893–1899: Nemzeti Színház, Kassa
- 1894: Solymosy-ház, Budapest, Hold u. 1.
- 1894–1896: Vas-, fém- és építőipari csarnok az 1896-os millenniumi ünnepségekre, Budapest, Városliget
- 1895: Nemzeti Szálló, Szolnok
- 1898 k.: Amon-bérház, Budapest, Ferenc körút 15-17.

### Átépítések
- 1891–1892: Pannónia Szálló (épült: 1867, tervezte: Pán József) átépítése, Budapest, Rákóczi út 5.
- 1890–1891 k.: Régi Nemzeti Szálló (épült: 1840, tervezte: Hild József) átépítése, Budapest (kérdéses szerzőség)
- 1891 / 1907–1908: Hangl-kioszk (épült: 1871, tervezte: Hauszmann Alajos) átépítése, Budapest (kérdéses szerzőség)

### Tervben maradt
- 1890: Városháza, Kecskemét (Steinhardt Antallal közös terv)
- 1891: New York Életbiztosító Társaság palotája, Budapest (Steinhardt Antallal közös terv)
- 1894: Városháza, Győr (Steinhardt Antallal közös terv)
- 1894: pavilonok a millenáris kiállításra, Budapest, Városliget (Steinhardt Antallal közös terv)
- 1896: Városháza, Nagybecskerek
- 1898: Kereskedelmi és Iparkamara, Budapest
- 1898–1903: Színház, Szombathely
- 1902–1903: Horvát-Szlavón Országos Jelzálogbank palotája, Zágráb
- 1903: Vásárcsarnok, Pozsony
- 1903: Városi Múzeum és Könyvtár, Pozsony
- 1904: Egyetemi Könyvtár, Kolozsvár
- 1904: Római katolikus templom, Futak
- 1906–1907: Erzsébetvárosi Törvényszék, Budapest
- 1907: Állami Faipari Szakiskola, Brassó
- 1907: Faipari Szakiskola, Szatmár
- ?: Szentháromság-szobor, Pécs

## Képtár

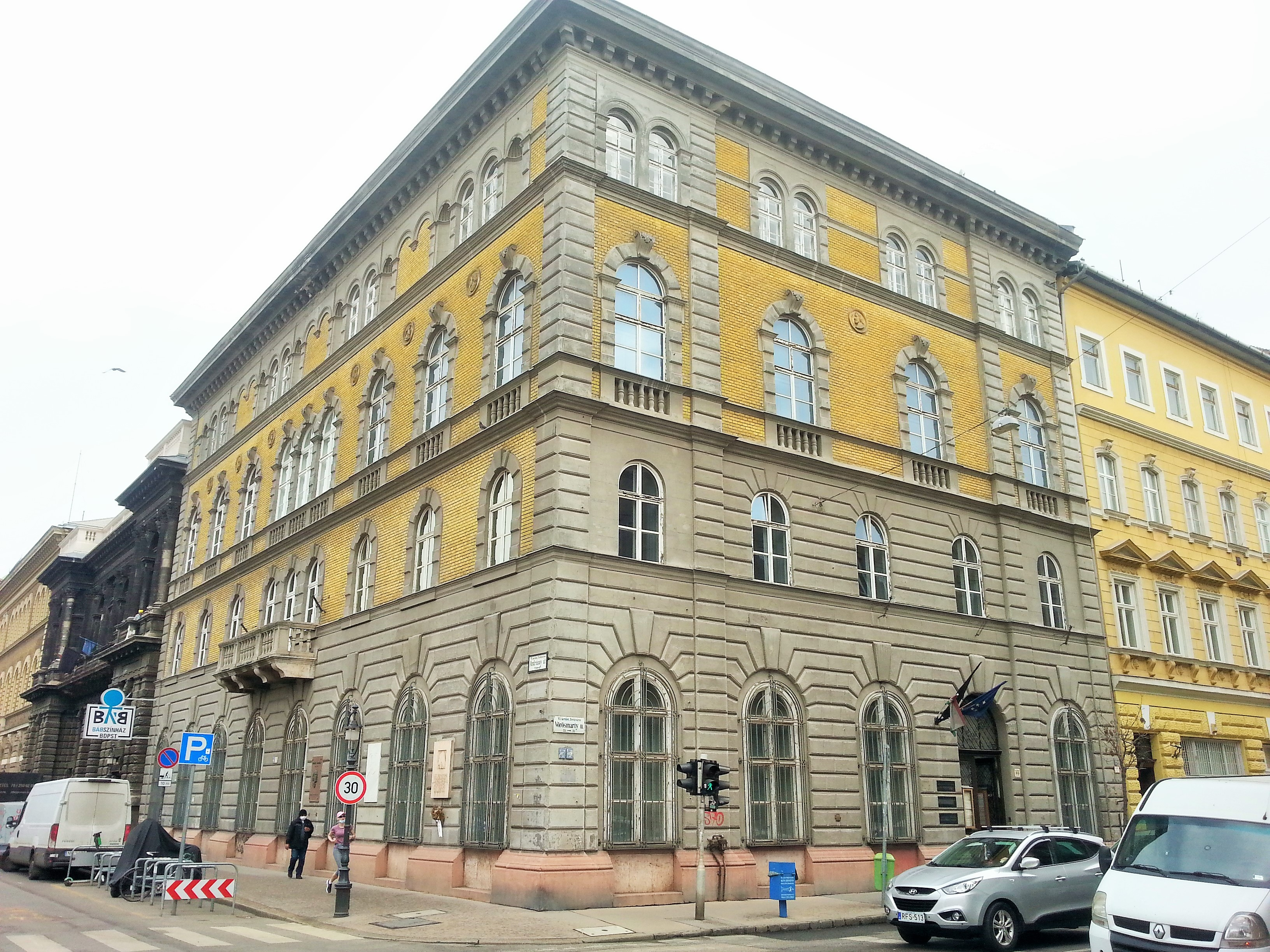
Régi Zeneakadémia, Budapest, Andrássy út 67.
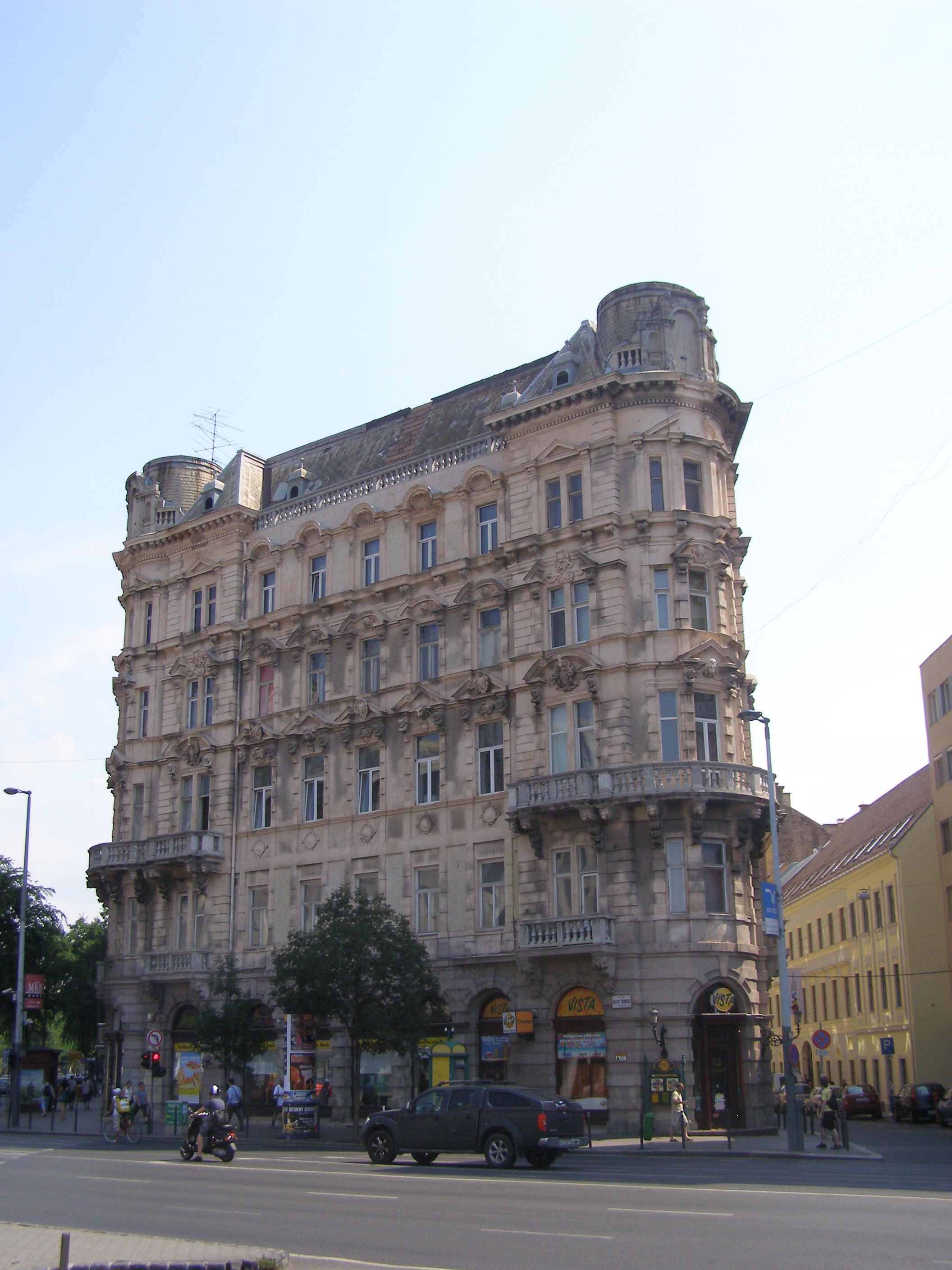
Stein-palota, Budapest, Andrássy út 1.
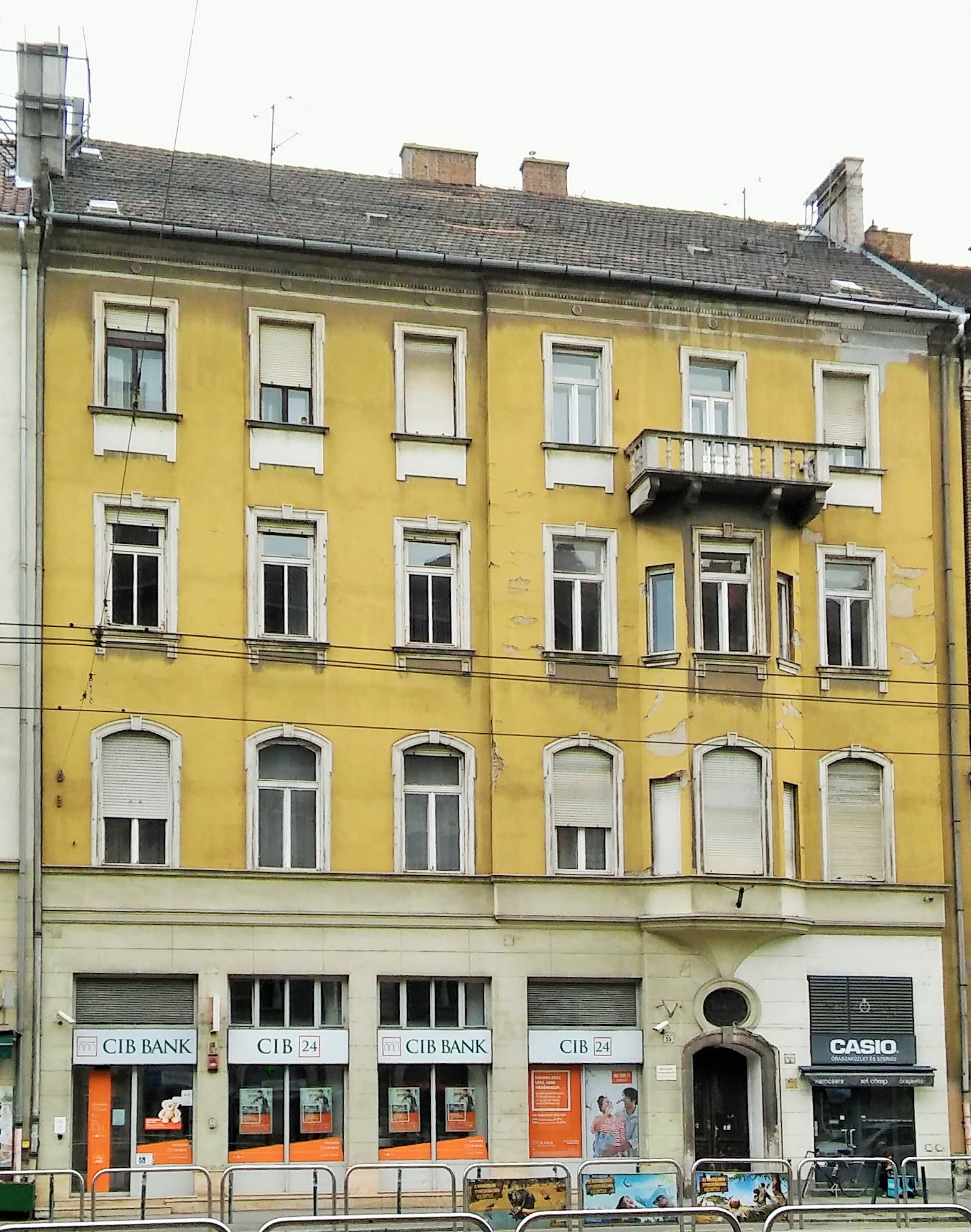
Amon-bérház, Budapest, Ferenc körút 15.
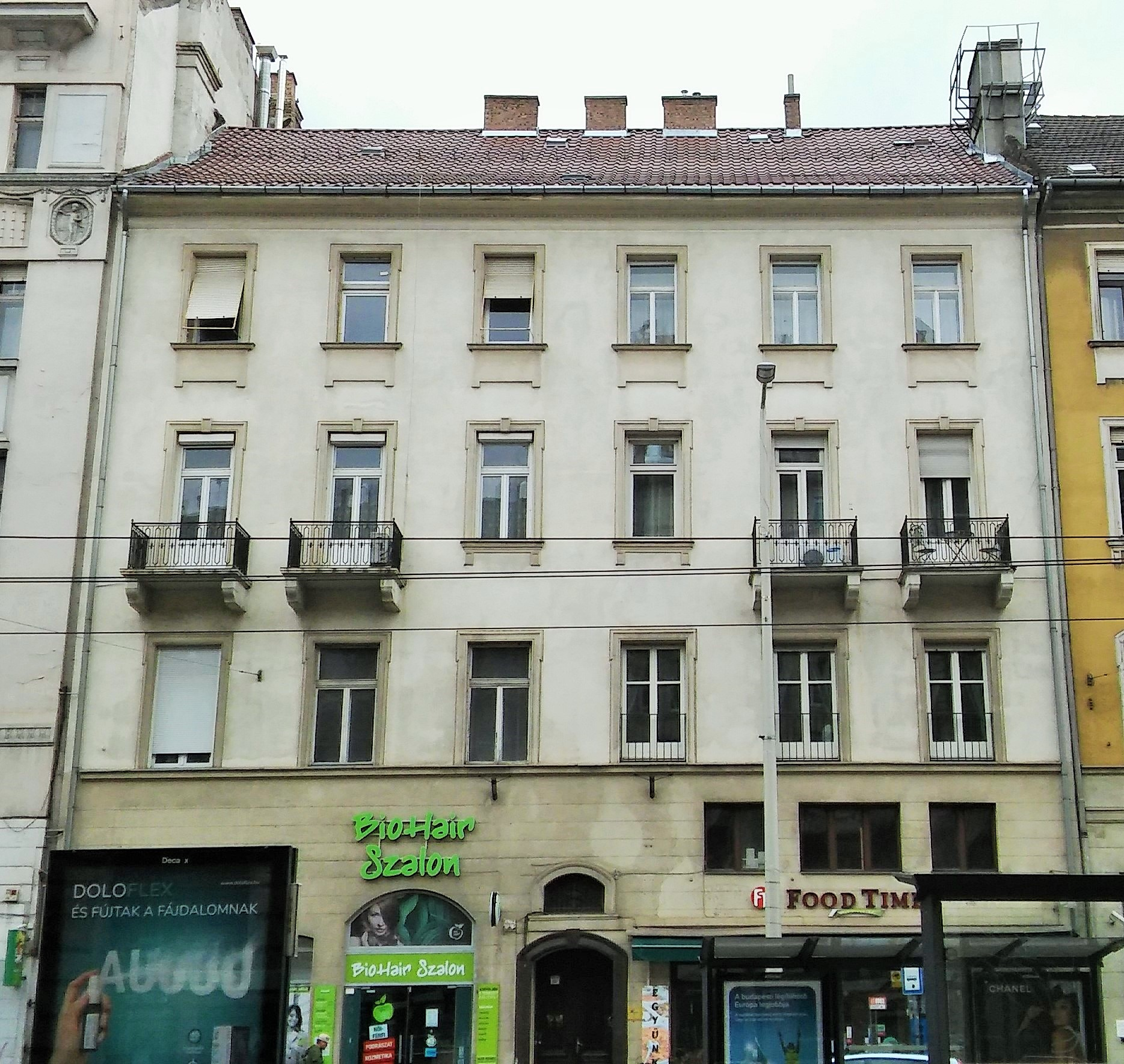
Amon-bérház, Budapest, Ferenc körút 17.
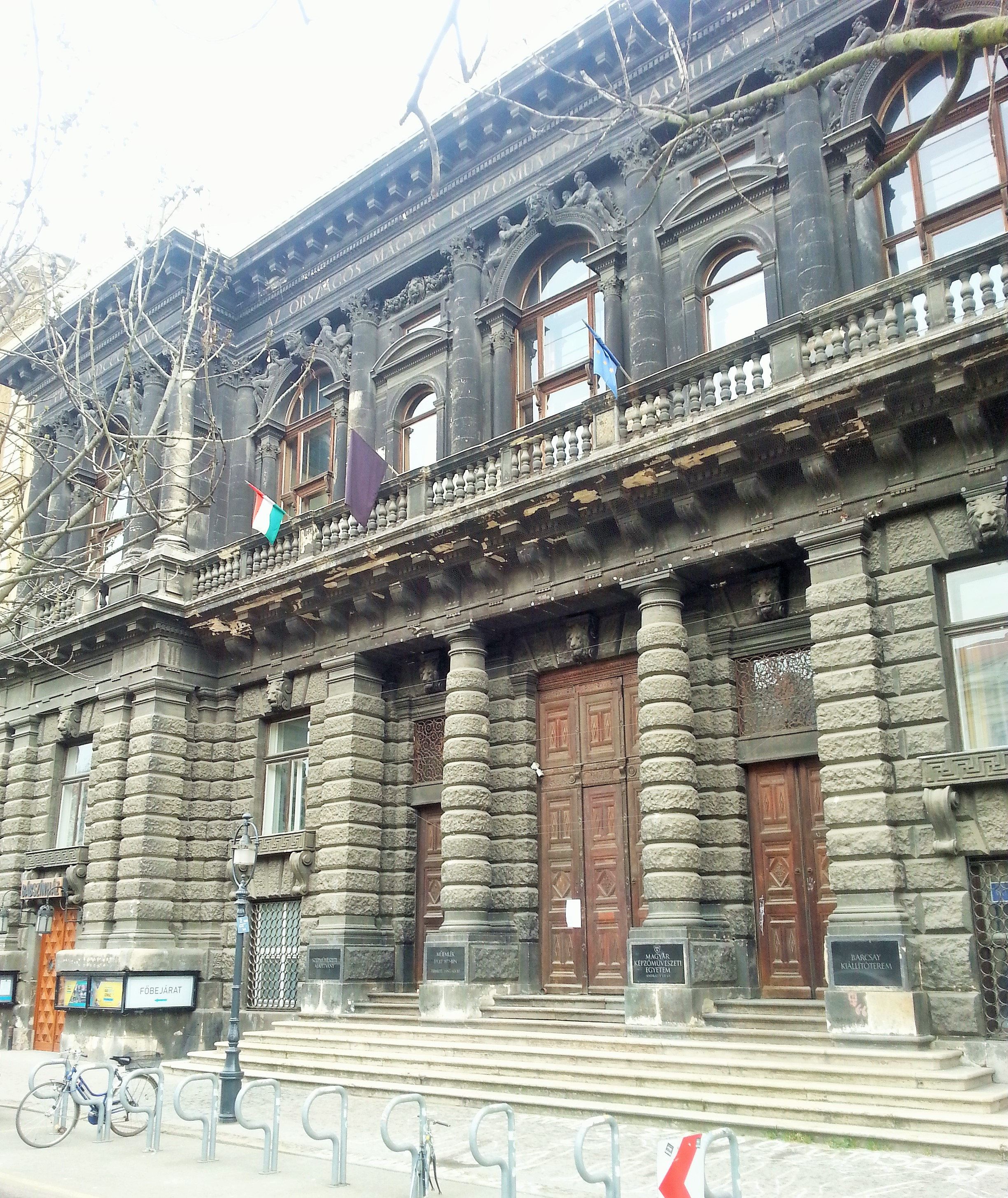
Régi Műcsarnok, Budapest, Andrássy út 69.
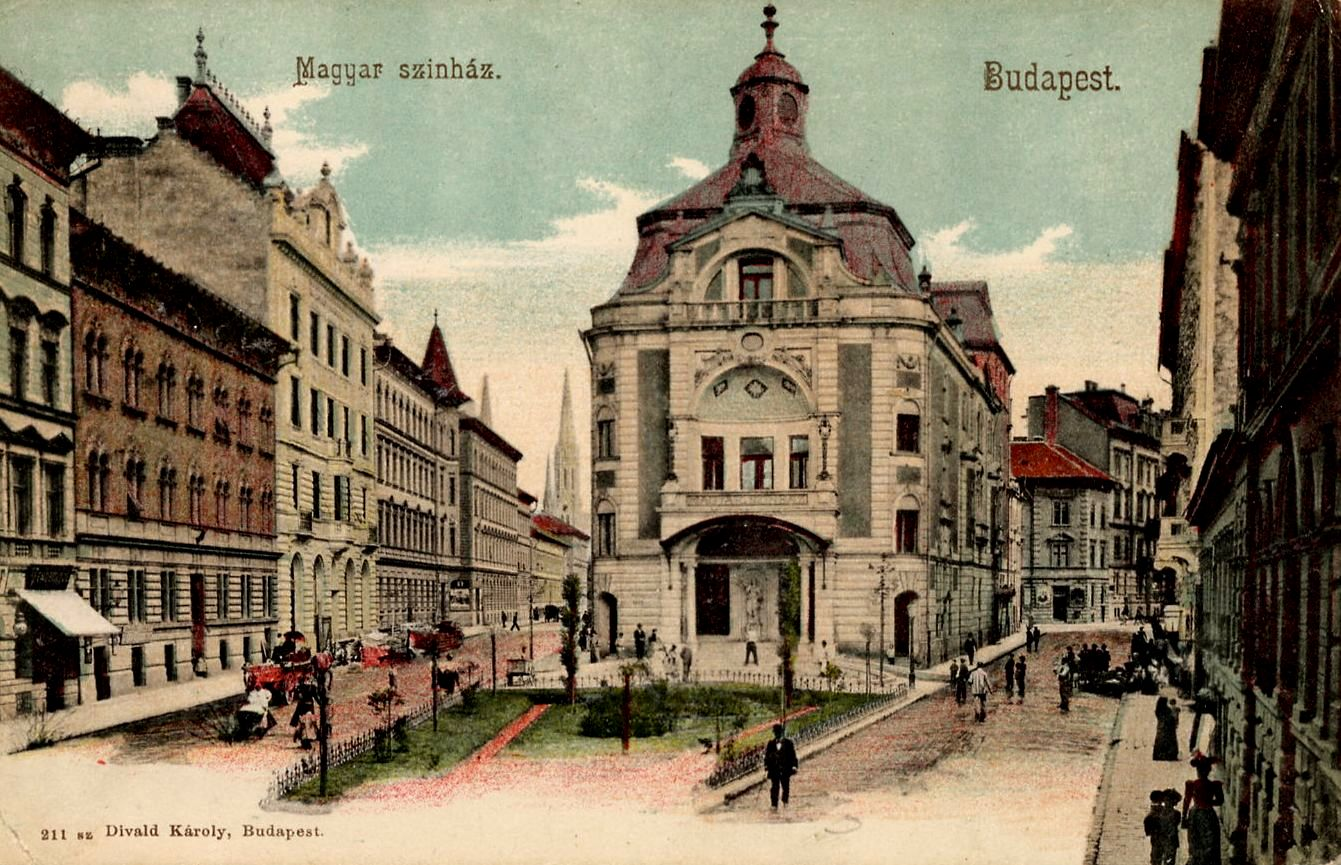
Magyar Színház, Budapest, Hevesi Sándor tér 4. (archív felvétel)
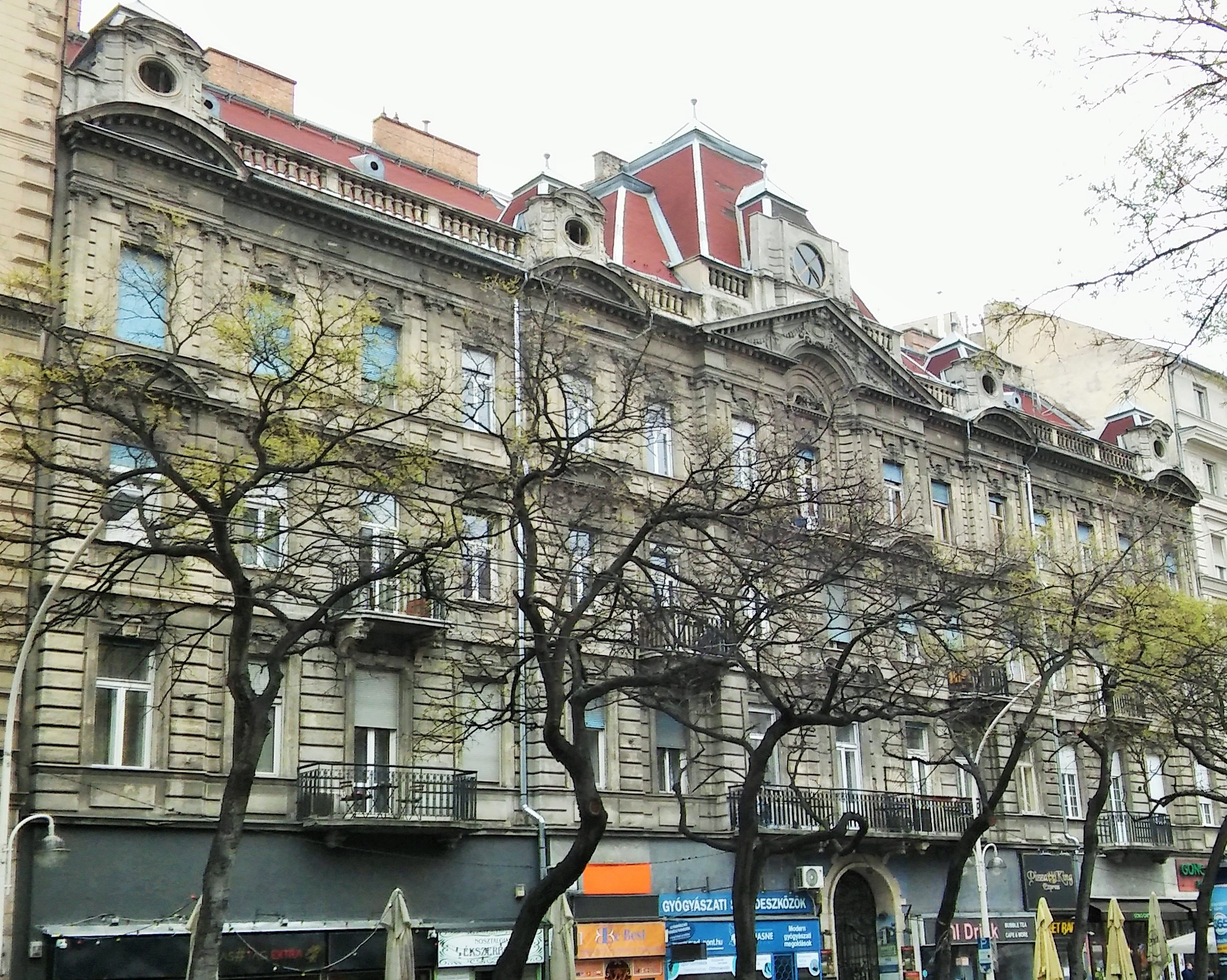
Deutsch-ház, Erzsébet körút 15.
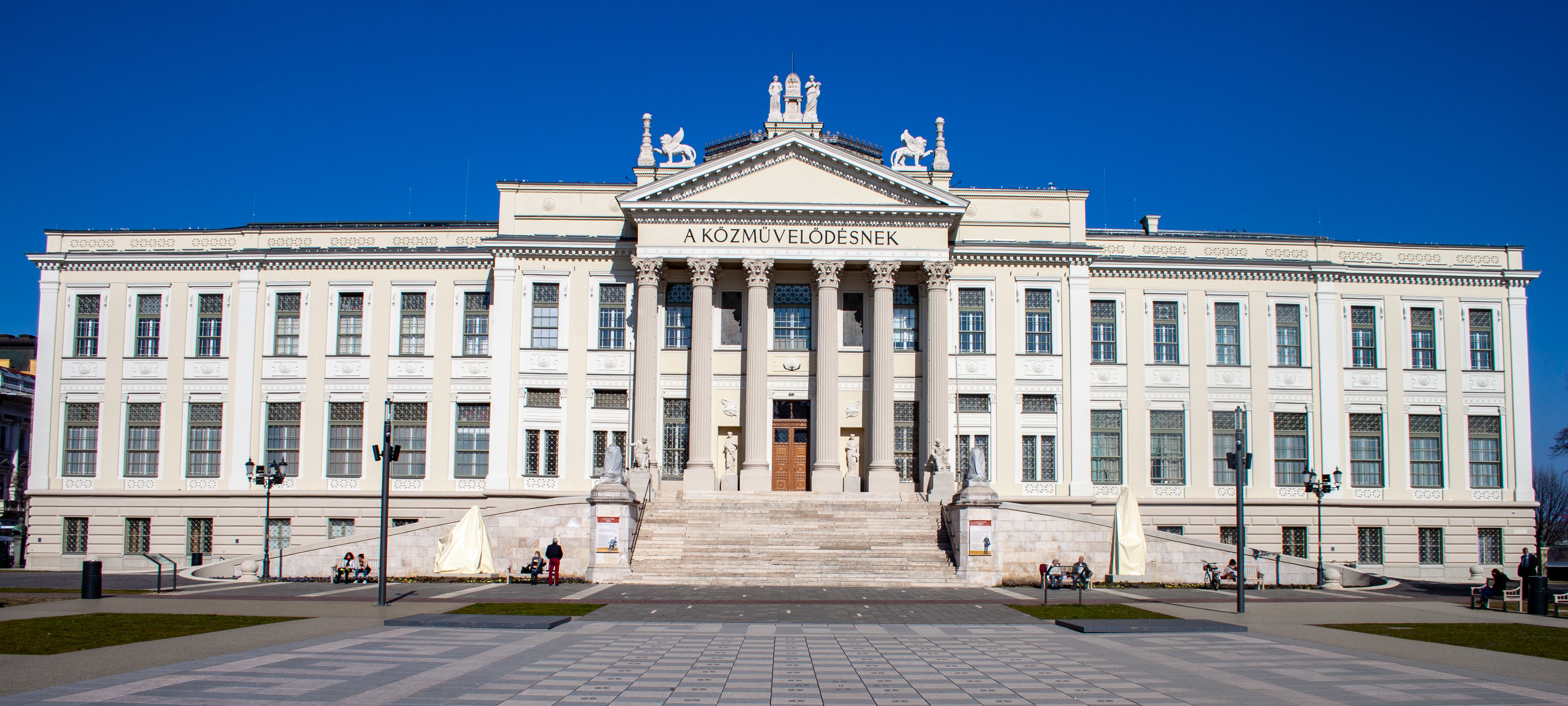
Kultúrpalota, Szeged
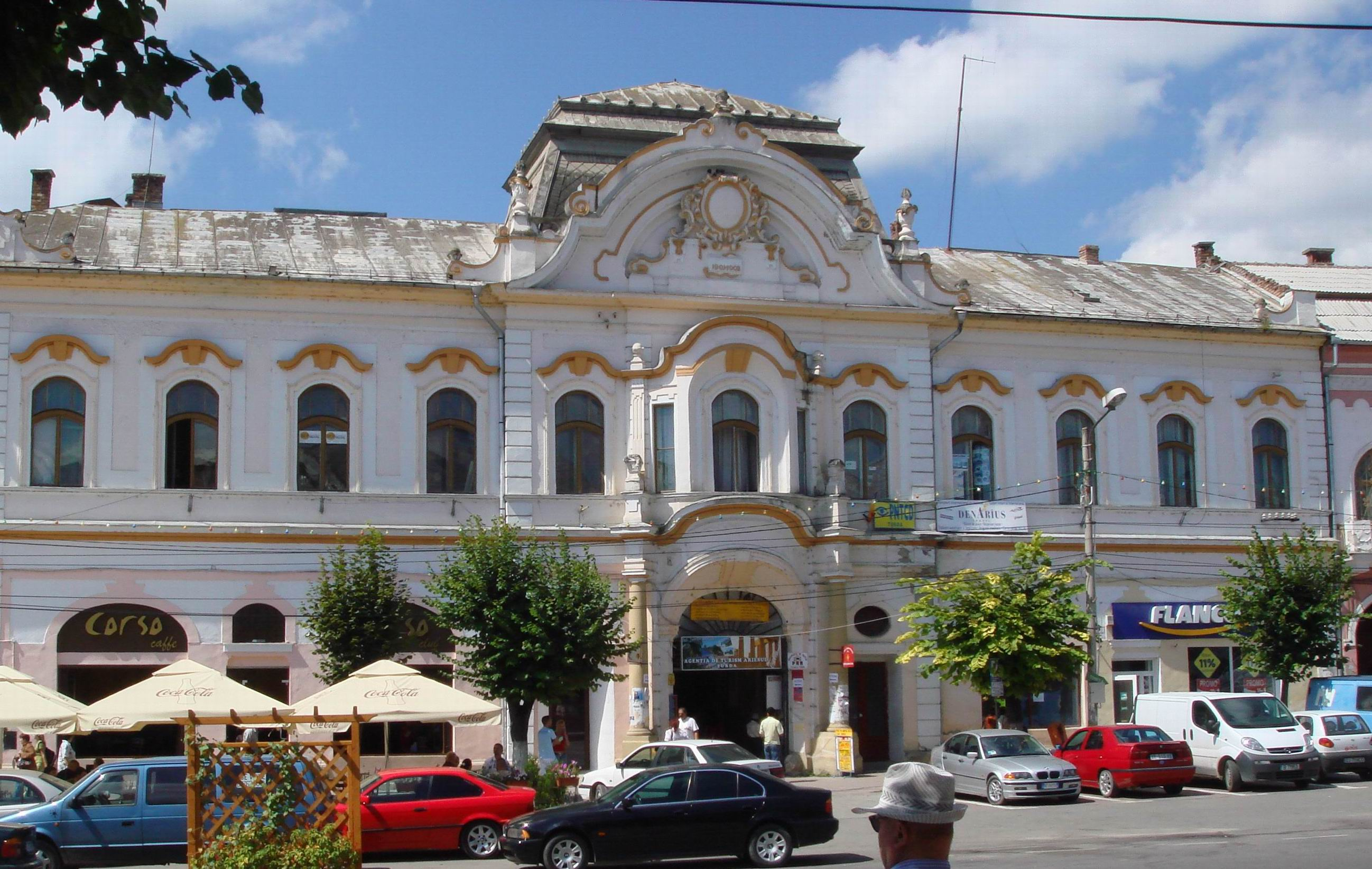
Pénzügyi palota, Torda
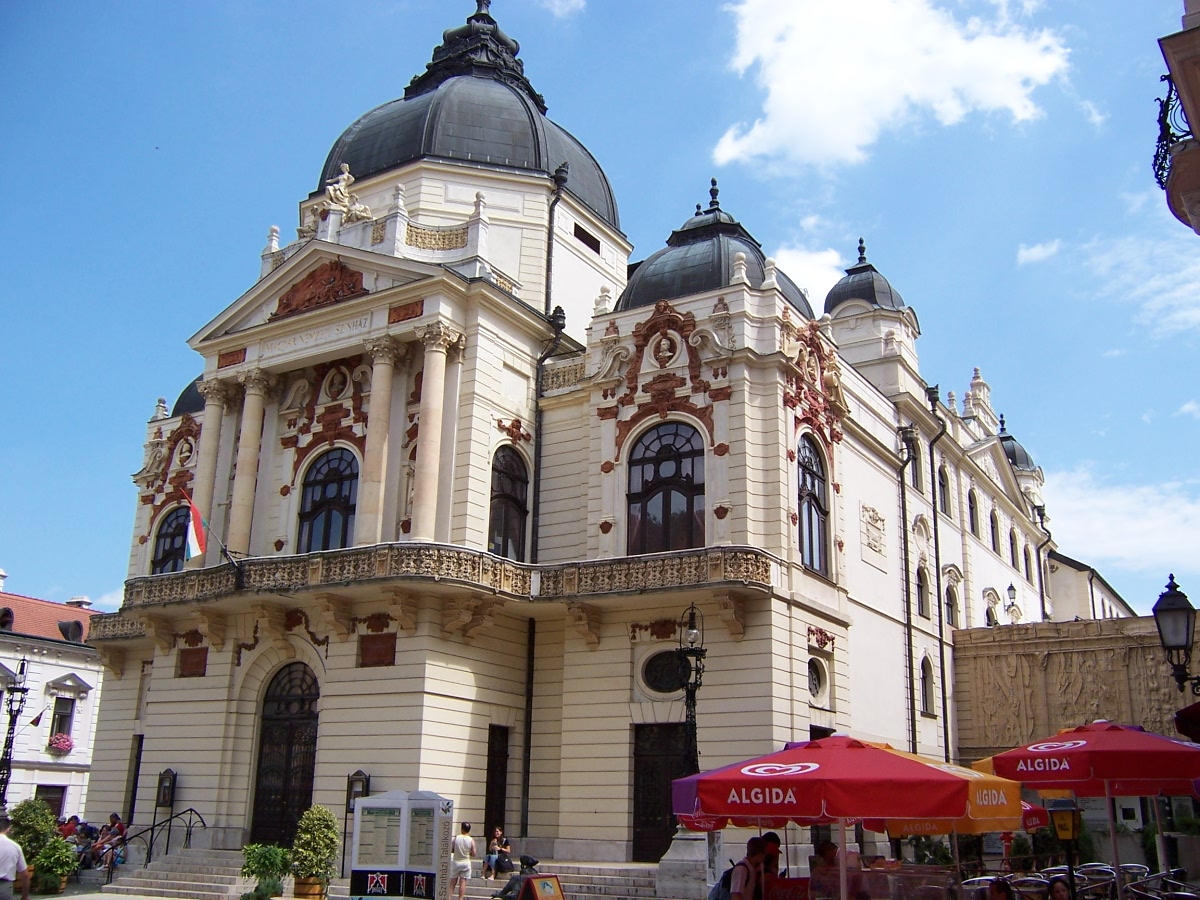
Nemzeti Színház, Pécs
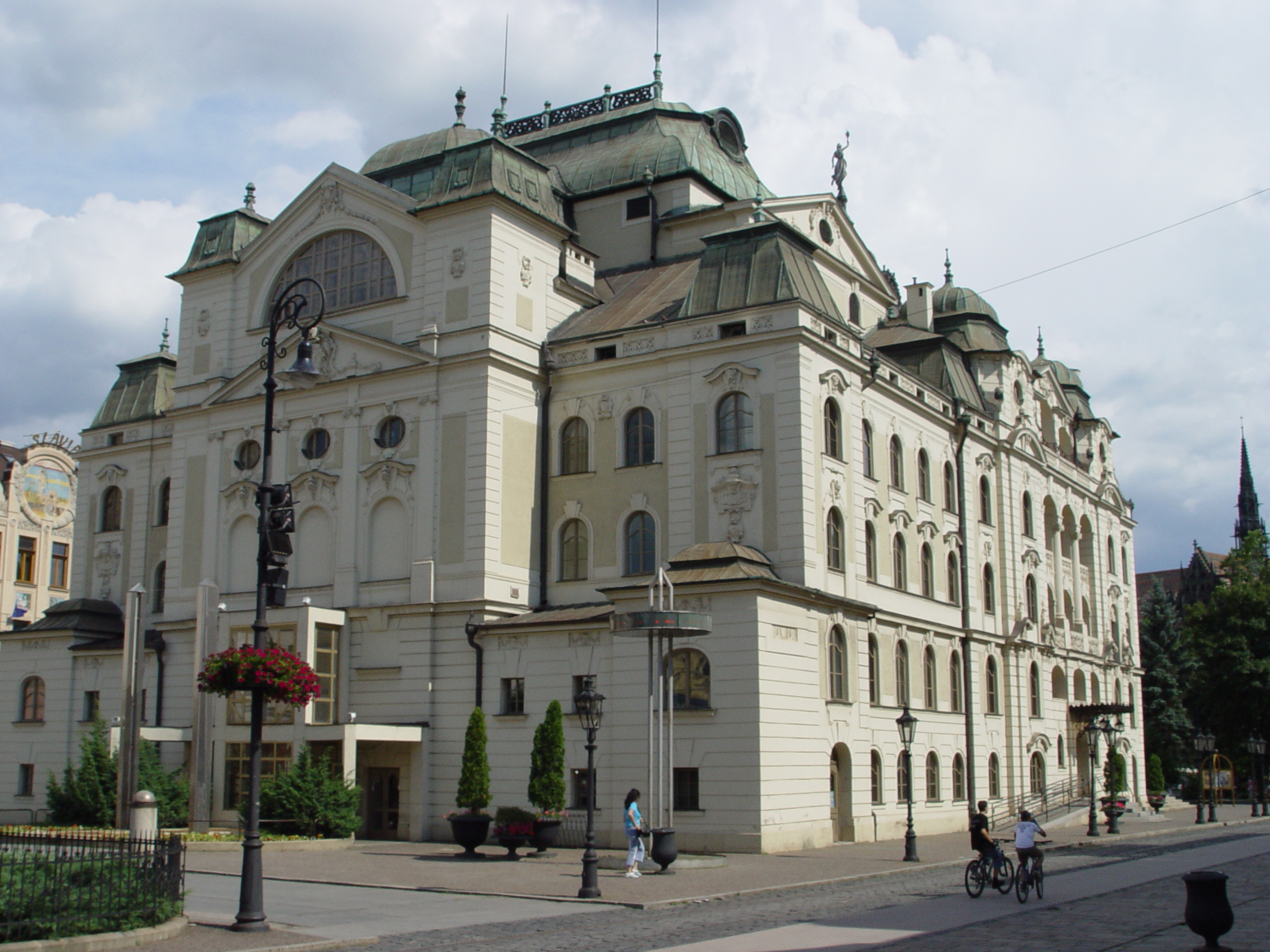
Nemzeti Színház, Kassa
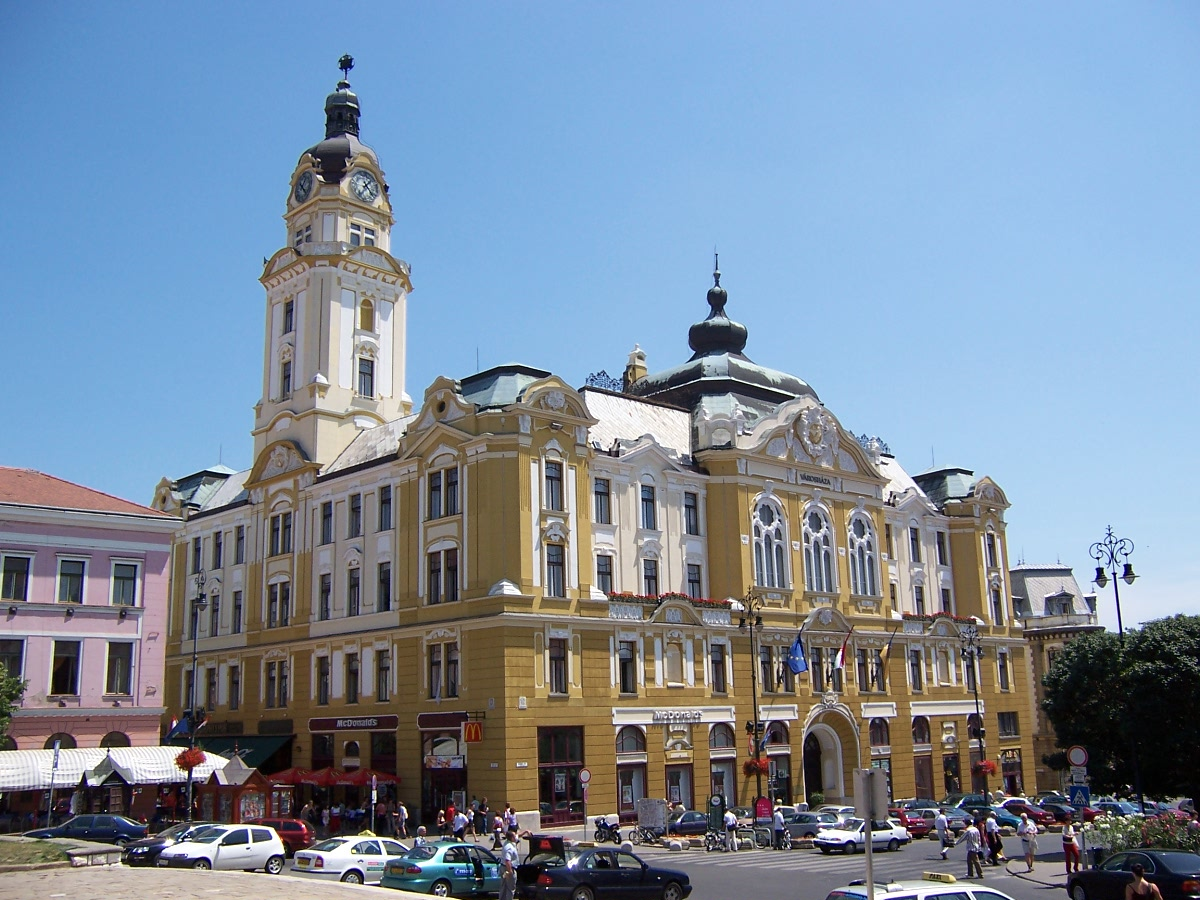
Városháza, Pécs
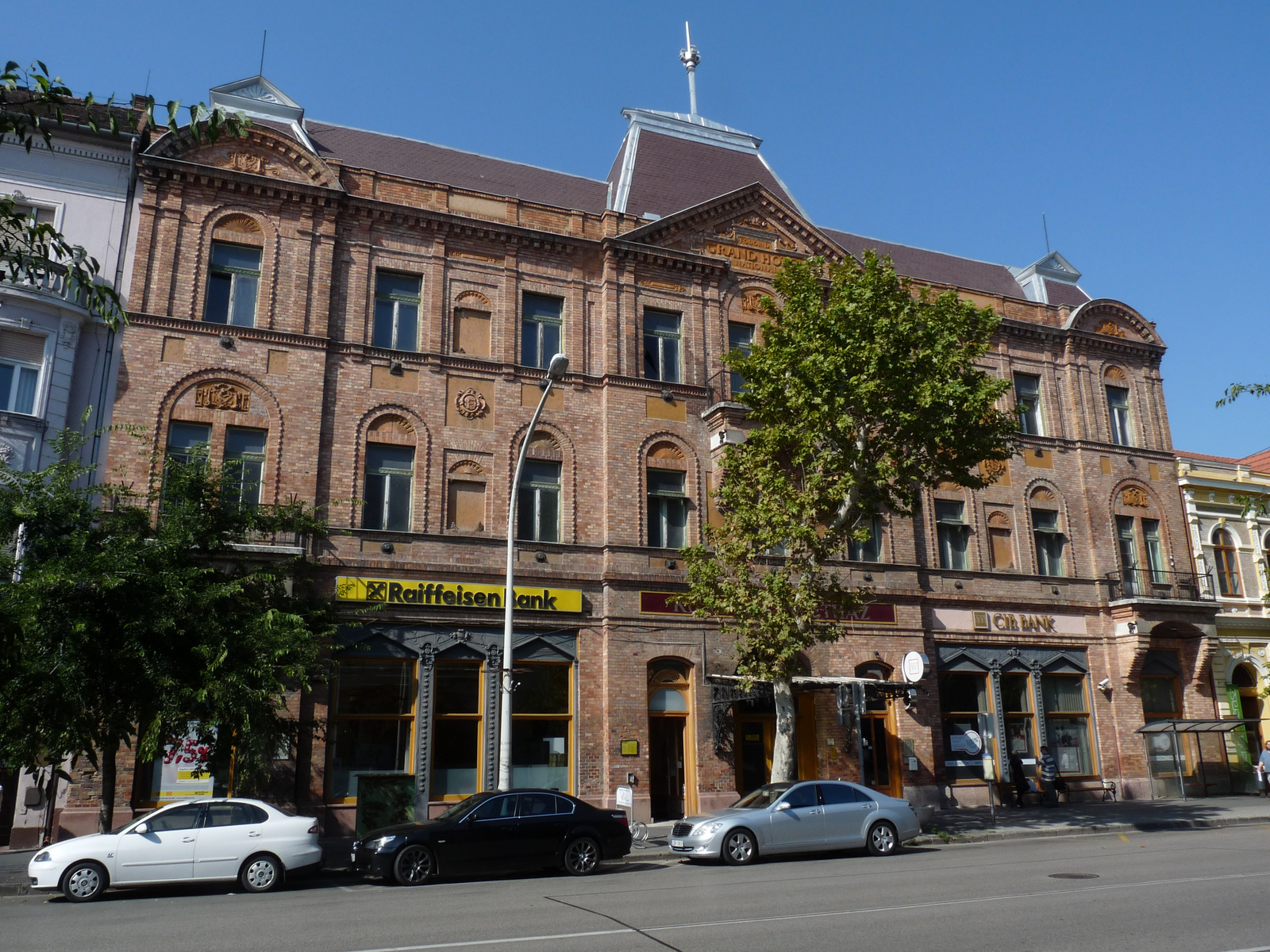
Nemzeti Szálloda, Szolnok
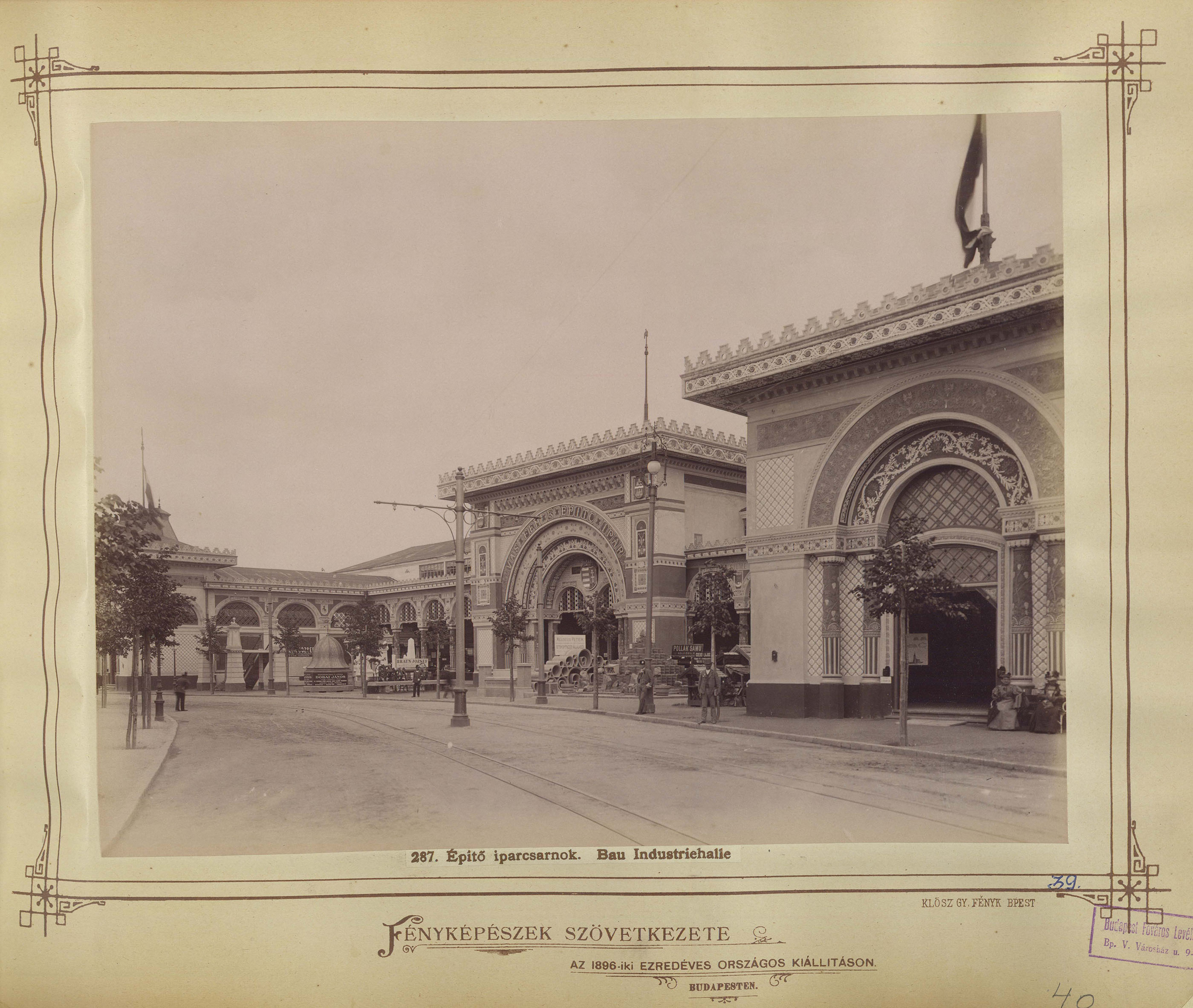
Vas-, fém- és építőipari csarnok az 1896-os millenniumi ünnepségekre, Budapest, Városliget (archív felvétel)